# Noaptea generalilor

Afișul spaniol al filmului

Noaptea generalilor (1967, The Night of the Generals) este un film de mister de război regizat de Anatole Litvak și produs de Sam Spiegel. Rolurile principale au fost interprete de actorii Peter O'Toole, Omar Sharif, Tom Courtenay, Donald Pleasence, Joanna Pettet și Philippe Noiret. Scenariul lui Joseph Kessel și Paul Dehn a fost vag bazat pe începutul romanului cu același nume al autorului german Hans Hellmut Kirst. Genericul menționează că scenariul este „bazat și pe un incident scris de James Hadley Chase”; o intrigă auxiliară din romanul lui Chase din 1952, The Wary Transgressor. S-a afirmat că Gore Vidal a contribuit la scenariu, dar nu a fost menționat. Coloana sonoră a fost compusă de Maurice Jarre.
Filmul a fost o coproducție internațională franco-britanica-americană. Părți din acest film au fost turnate în locația din Varșovia, care în acea perioadă se afla în spatele Cortinei de Fier. Ultimele scene ale filmului au fost filmate la München.

## Prezentare
Uciderea unei prostituate, care era și agent german, în Varșovia ocupată de germani, în 1942, îl determină pe maiorul Grau de la Abwehr să înceapă o anchetă. Dovezile indică clar că ucigașul este unul dintre cei trei generali germani: generalul von Seidlitz-Gabler; generalul Kahlenberge, șeful său de stat major; sau generalul Tanz. Ancheta lui Grau este întreruptă de promovarea și transferul lui brusc la Paris la recomandarea acestor ofițeri.
Cazul de la Varșovia rămâne astfel închis până când toți cei trei ofițeri se întâlnesc la Paris, în iulie 1944. Parisul este atunci un focar de intrigi, cu ofițeri superiori ai Wehrmacht-ului complotând pentru asasinarea lui Adolf Hitler. Kahlenberge este profund implicat în complot, în timp ce von Seidlitz-Gabler este conștient de existența sa, dar stă deoparte, așteaptă deznodământul. Tanz nu este conștient de complot și rămâne total loial lui Hitler; din motive inexplicabile, în această etapă a filmului poartă uniforma unui general Waffen-SS (SS-Obergruppenführer) - spre deosebire de mai devreme în film, când poartă o uniformă Heer; prin urmare, aceasta poate este un indiciu pentru a sublinia loialitatea lui față de cauza nazistă.
În noaptea de 19 iulie 1944, generalul Tanz îi ordonă șoferului său, Kurt Hartmann, să-i aducă o prostituată; apoi Tanz o măcelărește pentru a-l implica pe Hartmann, dar îi oferă lui Hartmann șansa de a dezerta, lucru pe care acesta îl acceptă. Când Grau, care acum este locotenent-colonel, află despre crimă, comisă în același mod ca prima, își reia ancheta și ajunge la concluzia că Tanz este ucigașul. Cu toate acestea, nu poate face mare lucru, deoarece chiar a doua zi este tentativa de asasinat din 20 iulie. În timp ce Grau îl acuză fățiș pe Tanz, la radio este dezvăluit că Hitler a supraviețuit, astfel că Tanz îl ucide pe Grau și îl acuză de trădare ca unul dintre conspiratorii complotului, totul pentru a-și acoperi urmele.
În 1965, uciderea unei prostituate din Hamburg atrage atenția inspectorului Interpol Morand, are o datorie de plătit față de Grau pentru că acesta nu a dezvăluit legătura lui Morand cu Rezistența Franceză în timpul războiului. Aproape sigur că există o legătură cu cazul lui Grau din 1942, Morand redeschide cazul, găsind în curând o legătură și cu crima din 1944.
Morand își dă seama că Kahlenberge sau Seidlitz-Gabler nu sunt autorii crimelor, dar află că Hartmann i-a adus prostituata generalului Tanz în 1944 și își dă seama cine este adevăratul ucigaș. Morand se confruntă cu Tanz, recent eliberat după ce a fost închis 20 de ani pentru crime de război, la o reuniune a membrilor fostei Divizii de Panzere a lui Tanz. Când Morand îl aduce pe Hartmann ca martor, Tanz intră singur într-o cameră goală și se împușcă. Din film reies motivele pentru care ceilalți doi generali au fost atât de evazivi cu privire la locul unde se aflau în momentul crimelor din timpul războiului: Kahlenberge complota în secret cu alții împotriva lui Hitler, în timp ce von Seidlitz-Gabler se deghiza în secret în femeie.

## Distribuție
- Peter O'Toole - General Wilhelm Tanz
- Omar Sharif - Major (Lt. Colonel) Grau
- Tom Courtenay - Lance Corporal Kurt Hartmann
- Donald Pleasence - General Klaus Kahlenberge
- Joanna Pettet - Ulrike von Seidlitz-Gabler
- Philippe Noiret - Inspector Morand
- Charles Gray - General Herbert von Seidlitz-Gabler
- Coral Browne - Eleonore von Seidlitz-Gabler
- John Gregson - Colonel Sandauer
- Nigel Stock - Sergeant Otto Köpke
- Christopher Plummer - Field Marshal Erwin Rommel
- Juliette Gréco - Juliette
- Yves Brainville - Liesowski
- Sacha Pitoëff - Doctor
- Charles Millot - Wionczek
- Raymond Gerome - Colonel in War Room
- Véronique Vendell - Monique
- Pierre Mondy - Kopatski
- Eléonore Hirt - Melanie
- Nicole Courcel - Raymonde
- Jenny Orleans - Otto's wife
- Gérard Buhr - Colonel Claus von Stauffenberg
- Michael Goodliffe - Hauser
- Gordon Jackson - Captain Gottfried Engel
- Patrick Allen - Colonel Mannheim
- Harry Andrews - General Karl-Heinrich von Stülpnagel (nemenționat)